# Katharina Innerhofer
Katharina Innerhofer (ur. 17 stycznia 1991 w Zell am See) – austriacka biathlonistka, zwyciężczyni zawodów o Puchar Świata, uczestniczka zimowych igrzysk olimpijskich.

## Osiągnięcia

### Zimowe igrzyska olimpijskie
| Rok  | Miejscowość | Konkurencje | Konkurencje | Konkurencje | Konkurencje | Konkurencje | Konkurencje | Konkurencje |
| Rok  | Miejscowość | IN          | SP          | PU          | MS          | RL          | MR          | SR          |
| ---- | ----------- | ----------- | ----------- | ----------- | ----------- | ----------- | ----------- | ----------- |
| 2014 | Soczi       | 27.         | 75.         | –           | –           | –           | 8.          | nd.         |
| 2018 | Pjongczang  | 60.         | 29.         | 40.         | –           | –           | 10.         | nd.         |
| 2022 | Pekin       | 26.         | 21.         | 22.         | 14.         | 9.          | –           | nd.         |

### Mistrzostwa świata
| Rok  | Miejscowość          | Konkurencje | Konkurencje | Konkurencje | Konkurencje | Konkurencje | Konkurencje | Konkurencje |
| Rok  | Miejscowość          | IN          | SP          | PU          | MS          | RL          | MR          | SR          |
| ---- | -------------------- | ----------- | ----------- | ----------- | ----------- | ----------- | ----------- | ----------- |
| 2012 | Ruhpolding           | 86.         | 75.         | –           | –           | LPD.        | –           | nd.         |
| 2013 | Nové Město na Moravě | 64.         | 67.         | –           | –           | LPD.        | –           | nd.         |
| 2015 | Kontiolahti          | 63.         | 27.         | 32.         | –           | 11.         | 5.          | nd.         |
| 2017 | Hochfilzen           | –           | 60.         | 56.         | –           | –           | –           | nd.         |
| 2019 | Östersund            | –           | 49.         | 40.         | –           | 16.         | 17.         | –           |
| 2020 | Anterselva           | 20.         | 19.         | 28.         | 19.         | 12.         | 8.          | –           |
| 2021 | Pokljuka             | 46.         | 39.         | 37.         | –           | 7.          | –           | –           |

### Puchar Świata

#### Miejsca w klasyfikacji generalnej
| Sezon     | Miejsce |
| --------- | ------- |
| 2013/2014 | 36.     |
| 2014/2015 | 51.     |
| 2017/2018 | 66.     |
| 2018/2019 | 73.     |
| 2019/2020 | 26.     |
| 2020/2021 | 77.     |
| 2021/2022 | 96.     |

#### Miejsca na podium chronologicznie
| Lp. | Dzień   | Rok  | Miejscowość | Konkurencja      | Lokata | Pudła | Czas biegu | Strata | Zwycięzca |
| --- | ------- | ---- | ----------- | ---------------- | ------ | ----- | ---------- | ------ | --------- |
| 1.  | 6 marca | 2014 | Pokljuka    | Sprint na 7,5 km | 1.     | 0+0   | 21:19,1    | –      | –         |

### Mistrzostwa świata juniorów
| Rok  | Miejscowość          | Konkurencje | Konkurencje | Konkurencje | Konkurencje | Konkurencje | Konkurencje | Konkurencje |
| Rok  | Miejscowość          | IN          | SP          | PU          | MS          | RL          | MR          | SR          |
| ---- | -------------------- | ----------- | ----------- | ----------- | ----------- | ----------- | ----------- | ----------- |
| 2010 | Torsby               | 41.         | 32.         | 29.         | nd.         | 12.         | nd.         | –           |
| 2011 | Nové Město na Moravě | 37.         | 15.         | 26.         | nd.         | –           | nd.         | –           |
| 2012 | Kontiolahti          | 32.         | 25.         | 26.         | nd.         | –           | nd.         | –           |

### Mistrzostwa Europy
| Rok  | Miejscowość          | Konkurencje | Konkurencje | Konkurencje | Konkurencje | Konkurencje | Konkurencje | Konkurencje |
| Rok  | Miejscowość          | IN          | SP          | PU          | MS          | RL          | MR          | SR          |
| ---- | -------------------- | ----------- | ----------- | ----------- | ----------- | ----------- | ----------- | ----------- |
| 2011 | Ridnaun              | 42.         | 16.         | 18.         | nd.         | 5.          | nd.         | –           |
| 2012 | Osrblie              | 22.         | 26.         | 17.         | nd.         | –           | nd.         | –           |
| 2013 | Bansko               | 25.         | 7.          | 9.          | nd.         | –           | nd.         | –           |
| 2014 | Nové Město na Moravě | –           | 21.         | 18.         | nd.         | –           | nd.         | –           |

### Puchar IBU

#### Miejsca w klasyfikacji generalnej
| Sezon     | Miejsce |
| --------- | ------- |
| 2009/2010 | 109     |
| 2010/2011 | 50      |
| 2012/2013 | 46      |